# Sherman, Connecticut
Sherman är en kommun (town) i Fairfield County i den amerikanska delstaten Connecticut med 3 827 invånare (2000). Staden har fått sitt namn efter politikern Roger Sherman.